# Луна, Исраэль (футболист)
Исраэль Луна Лопес (исп. Israel Luna López; род. 23 марта 2002, Сан-Луис-Потоси) — мексиканский футболист, атакующий полузащитник клуба «Пачука».

## Клубная карьера
Лопес — воспитанник клуба «Пачука». 10 июля 2022 года в матче против «Крус Асуль» он дебютировал в мексиканской Примере. 22 августа в поединке против «Леона» Исраэль забил свой первый гол за «Пачуку». В своём дебютном сезоне Лопес помог клубу выиграть чемпионат, а в 2024 году завоевал Кубок чемпионов КОНКАКАФ.  

## Международная карьера
В 2019 году в составе юношеской сборной Мексики Гомес выиграл юношеский чемпионата Северной Америки в США. На турнире он сыграл в матчах против команд Ямайки, Бермуд, Тринидада и Тобаго, Пуэрто-Рико, Сальвадора,  Гаити и США. В поединках турнира Исраэль забил 5 мячей.
В том же году Лара принял участие в юношеском чемпионате мира в Бразилии. На турнире он сыграл в матчах против команд Парагвая, Италии, Соломоновых Островов, Южной Кореи, Японии, Нидерландов и Бразилии. В поединке против островитян Исраэль сделал «дубль».

## Достижения
Клубные
 «Пачука»
- Победитель мексиканской Примеры — Апертура 2022
- Обладатель Кубка чемпионов КОНКАКАФ — 2024

Международные
 Мексика (до 17)
- Победитель юношеского кубка КОНКАКАФ — 2019

Индивидуальные
- Лучший игрок юношеского кубка КОНКАКАФ — 2019